# Diane Pernet
Pour les articles homonymes, voir Pernet.
Diane Pernet (née à Washington) est une blogueuse de mode, une journaliste et critique de mode internationale d'origine américaine basée à Paris. Elle est aussi la fondatrice du festival ASVOFF.

## Biographie
Née aux États-Unis, elle suit des études à l'université Temple de Philadelphie puis est diplômée en réalisation de films documentaires. Dans les années 1970, elle part vivre à New York où elle débute comme costumière pour le cinéma, inspirée par Charles James, avant de fonder sa propre marque vers la fin de la décennie ; celle-ci dure treize ans. Si au départ ses collections sont colorées, elle dérivent peu à peu jusqu'à devenir totalement noires. Mariée quatre fois, elle dira que seul son premier mari, "fou à lier et tellement sexy", qui s'est tué à 31 ans dans un accident de voiture, compte pour elle, jusqu'à ne pas vraiment se souvenir des trois suivants et ne pas savoir pourquoi elle les a épousés.
Mais dans les années 1980, le Sida fait des ravages ; précisant qu'une très grande majorité de ses amis sont touchés par l'infection, elle fait une dépression, comparant l'univers de New York à celui du film Blade Runner. Hésitant entre plusieurs capitales d'Europe, elle souhaite quitter les États-Unis pour finalement choisir de s'installer à Paris en 1990. Abandonnant sa carrière de styliste, elle collabore avec divers magazines de mode, tels que Joyce magazine, Elle ou Vogue dans leurs éditions françaises. Diane Pernet fait un caméo dans Prêt-à-porter en 1994.
Elle débute en 2005 son propre blog consacré à la mode, « A Shaded View on Fashion » en référence aux perpétuelles lunettes noires qu'elle arbore ; celui-ci devient alors un blog « incontournable » dans le domaine de la mode.

### ASVOFF
Diane Pernet est également la fondatrice de ASVOFF (en) (A Shaded View On Fashion Film), festival annuel de films de mode créé en 2008 et qui débute au Jeu de paume pour être ensuite présenté au Centre Pompidou les années suivantes, ainsi que dans différents lieux du monde. ASVOFF est connu comme le premier festival international consacré à la mode, au style et à la beauté.

## Au cinéma
Elle apparait dans le film de Robert Altman : Prêt-à-Porter, The Ninth Gate, de Roman Polanski, The Smell of Us, de Larry Clark, Zoolander 2, de Ben Stiller, Balanciaga: The Lost Tape (2021), de Harmony Korine et l'épisode final de la saison 2 d'Emily in Paris.